# Shakespeares komedier
Shakespeares komedier är en av tre genrer, i vilka William Shakespeares dramer indelas; de övriga är tragedier och krönikespel. På senare tid särskiljs ofta en fjärde genre, sagospelen.
Komedi synes ha haft en annan innebörd under Shakespeares tid än vad den har idag, och för övrigt kallades dessa dramer "lustspel" när de introducerades på den svenska scenen på 1800-talet. Shakespeares komedier kännetecknas av att de har ett lyckligt slut, till skillnad från tragedierna som slutar i blodbad. Även hos andra renässansförfattare förekommer denna olikartade uppfattning om genrens innebörd, som Dante i dennes Divina commedia, som inte är särskilt komisk, men har ett lyckligt slut. Shakespeares komedier är dock mera humoristiska, även om det rent roliga är av underordnad betydelse till skillnad från hur moderna komedier är uppbyggda. 
Centralt i Shakespeares komedier finns ofta en kärlekshistoria, gestaltad av två ungas kamp för sin kärlek mot omvärlden. Andra återkommande element är identitetsförväxlingar samt en spänning mellan apollonianska och dionysiska värden. De flesta komedier har multipla, sammantvinnade intriger och bygger på ordvitsar.
Några av Shakespeares komedier bär drag av tragedi och benämns ofta tragikomedier. Det är oklart om denna nutida uppfattning om komedierna beror på dålig förståelse för vad Shakespeares samtid ansåg vara roligt, om det är en medveten stilblandning av Shakespeare eller helt enkelt en miss. Dessa dramer är Lika för lika, Slutet gott, allting gott och Köpmannen i Venedig samt The Two Noble Kinsmen som han skrev tillsammans med John Fletcher.
Under senare tid har även en grupp pjäser urskilts som en egen genre, sagospelen: tragedierna Pericles och Cymbeline tillsammans med komedierna En vintersaga och Stormen. 